# 1115 w polityce
Wydarzenia polityczne w 1115 roku.

## Zmarli
- Margrabina Toskanii Matylda[1].
- 30 grudnia Teodoryk II Waleczny, książę Lotaryngii[2].